# Moisés Tambini del Valle
Moisés Tambini del Valle (Pilchaca, 25 de noviembre de 1934) es un abogado, notario, magistrado y político peruano. Es miembro del Partido Aprista Peruano y se desempeñó como diputado por la región Junín en el periodo 1985-1990, así como embajador de Perú en Costa Rica desde 2009 hasta 2011. Fue también abogado de Alan García.

## Biografía
Moisés Tambini nació en el distrito de Pilchaca, ubicado en la región peruana de Huancavelica, el 25 de noviembre de 1934. Fue hijo de Cornelio Tambini Casmac y de Rosalía del Valle Tambini.
Estudió Derecho en la Universidad Nacional de Trujillo, en dónde se tituló como abogado. Obtuvo un postgrado en Derechos Humanos en la Universidad Complutense de Madrid, una maestría en Derecho Penal en la Universidad San Martín de Porres, un postgrado en Derecho Penal en la Universidad de Salamanca y un doctorado en Derecho y Ciencias Políticas en la Universidad Nacional Mayor de San Marcos. Del mismo modo, estudió una maestría en Gobernabilidad en la Universidad de San Martín de Porres y un doctorado en Derecho Constitucional en la Universidad Escuela Libre de Derecho de Costa Rica.
Es abogado en ejercicio, fundador del Estudio Tambini Abogados S. Civil de Responsabilidad Limitada.
En 1974 fue elegido decano del Colegio de Abogados de Junín. Al siguiente año fue vocal de la Corte Superior de Justicia de Junín y luego vocal titular de la Corte Superior de Justicia de Lima.
En el ámbito político, Moisés Tambini es desde el año 1956 militante del Partido Aprista Peruano, partido político fundado por Víctor Raúl Haya de la Torre. En las elecciones del año 1985, Tambini fue elegido como diputado aprista por la región Junín para el periodo 1985-1990. Como diputado fue presidente de la Comisión de Derechos Humanos (1987-1988) y de la Comisión de Justicia (1989-1990).
Luego de culminar su gestión en 1990, Tambini representó al Perú ante la Organización de las Naciones Unidas en las sesiones de las Comisiones de Derechos Humanos en Ginebra.
De 2006 a 2008 se desempeñó como procurador general de la República y fue nombrado por el segundo gobierno de Alan García como presidente del Consejo de Defensa Judicial del Estado. Luego en el año 2009 fue nombrado embajador del Perú en Costa Rica, cargo que ocupó hasta junio del año 2011.
Es catedrático principal y director general de Sección de Postgrado de la Universidad de San Martín de Porres.

## Controversias
Durante su pase por la presidencia del Consejo de Defensa Judicial del Estado, Moisés Tambini estuvo bajo cuestionamientos tras intervenir en el caso de la matanza del penal “El Frontón”, favoreciendo al exvicepresidente Luis Giampietri, y sus vínculos con vocales supremos ligados a Vladimiro Montesinos, exasesor del presidente Alberto Fujimori condenado por corrupción. Además su esposa, la jueza Nancy Ávila, realizó una prescripción en el caso “El Frontón” a favor de los acusados. Su hija Mónica Tambini Ávila, casada con el condenado congresista tránsfuga Alberto Kouri, y su nuera Ruth Monge, están vinculadas al narcotraficante Fernando Zevallos González alias “Lunarejo”.
En el año 2017, el portal Utero.pe difundió unas imágenes en donde se aprecian vínculos entre Tambini y Julia Príncipe, exprocuradora anticorrupción del Caso Lava Jato donde están investigados expresidentes del Perú, entre ellos Alan García. Ante el destape, Tambini intentó justificar sus vínculos con Príncipe.

## Obras
- El derecho procesal penal peruano (1980)
- La Constitución de 1979 (1981)
- Los Derechos Humanos en el Perú (1987).
- La Prueba en el Derecho Procesal Penal (1996).
- El Derecho Procesal Penal y los Procedimientos Especiales (1997).
- La Prueba en el Derecho Penal (2000)
- El Proceso Penal Ordinario y las Pruebas en el Derecho Penal (2003).
- La inobservancia del debido Proceso en el Derecho Penal Peruano (2005).
- Fundamentos del Nuevo Proceso Penal Peruano (2008).

## Distinciones
- Miembro Honorario del Ilustre Colegio de Abogados de Guayas, Guayaquil, Ecuador (1996).
- Condecoración con la medalla MADRE TERESA DE CALCUTA, otorgada por la Sociedad Civil Sembrando Valores. Lima, 21 de mayo de 2008.
- Miembro de Número y Académico de la Academia Interamericana de Derecho Internacional y Comparado. Incorporado en San Jose de Costa Rica el 14 de octubre de 2010.
- Medalla Vicente Morales Duarez, Colegio de Abogados de Lima (24 de noviembre de 2010).
- Orden Nacional Juan Mora Fernández en el grado de Gran Cruz, Costa Rica (21 de julio de 2011).